# Sacierges-Saint-Martin
Sacierges-Saint-Martin är en kommun i departementet Indre i regionen Centre-Val de Loire i de centrala delarna av Frankrike. Kommunen ligger i kantonen Saint-Benoît-du-Sault som tillhör arrondissementet Le Blanc. År 2022 hade Sacierges-Saint-Martin 308 invånare.

## Befolkningsutveckling
Antalet invånare i kommunen Sacierges-Saint-Martin
Referens:INSEE